# Flavoparmelia subcapitata
Flavoparmelia subcapitata är en lavart som först beskrevs av Nyl. ex Hasse, och fick sitt nu gällande namn av Hale ex DePriest & B.W. Hale. Flavoparmelia subcapitata ingår i släktet Flavoparmelia och familjen Parmeliaceae.   Inga underarter finns listade i Catalogue of Life.